# Nasze dzieci
Nasze dzieci (jid. ‏אונדזערע קינדער‎ Undzere kinder) – polski dramat filmowy z 1948 w reżyserii Natana Grossa. Film opowiada o grupie dzieci ocalałych z Zagłady Żydów, które znalazły się pod opieką żydowskiego sierocińca w Helenówku. Składają u nich wizytę dwaj żydowscy komicy Szymon Dżigan i Izrael Szumacher (w rolach samych siebie). Tematem filmu jest nieadekwatność przedstawienia filmowymi środkami artystycznymi  skrajnie traumatycznych przeżyć wojennych.
Nasze dzieci, nakręcone metodą paradokumentalną, nie zostały dopuszczone do szerszego wyświetlania w komunistycznej Polsce, a sam Natan Gross musiał wyemigrować do Izraela. W 1951 roku film miał premierę w Izraelu, jednak szybko został zdjęty z ekranów. Nasze dzieci zostały udostępnione szerszej publiczności po rekonstrukcji w 1991 roku, zyskując ostatecznie opinię ostatniego pełnometrażowego polskiego filmu fabularnego w języku jidysz.

## Fabuła
Film koncentruje się na przeżyciach grupy dzieci ocalałych z Zagłady Żydów, które znalazły się pod opieką żydowskiego sierocińca w Helenówku, celem ukazania traumy przeżywanej przez naród żydowski w Europie Wschodniej.
Film rozpoczyna się widokiem osieroconych dzieci i dyrektorki sierocińca (w tej roli Niusia Gold) stojącej przy ulicznym billboardzie reklamującym przedstawienie dwóch znanych żydowskich komików Szymona Dżigana i Izraela Szumachera. Dzieci błagają dyrektorkę, aby pozwoliła im uczestniczyć w przedstawieniu, a ona poddaje się ich prośbie pod warunkiem, że podczas przedstawienia będą cicho. Podczas przedstawienia komicy wykonują skecz o okupowanych przez nazistów gettach. Na dzieciach nie robi wrażenia przedstawianie życia w getcie, a przedstawienie zostaje przedwcześnie wybuczane i zakończone. Następnie, przepraszając wykonawców w ich garderobie, dzieci wyjaśniają, jak naprawdę wyglądało życie w getcie i wykonują krótką interpretację śpiewów, których używali do żebrania o kupony żywnościowe w getcie. Komicy mają mieszane uczucia co do tego, jak zareagować na ponury realizm zachowania dzieci, ale następnego dnia zgadzają się pójść do sierocińca, aby dowiedzieć się więcej o przeżyciach dzieci.
Następnego dnia komicy ruszają w stronę sierocińca, omawiając swoje obawy co do tego, co znajdą i propozycje przerobienia swojego skeczu. Odpocząwszy w trakcie drogi, komicy spotykają żydowskiego rolnika, który mówi im, że wszyscy Żydzi w okolicy otrzymali ziemię, zwierzęta gospodarskie i narzędzia, gdy tylko zostali wyzwoleni z obozów przez Armię Czerwoną. Rolnik oferuje podwiezienie ich wozem do sierocińca. Komedianci przyjeżdżają, gdy dzieci grają w piłkę nożną, a w końcu wszyscy wchodzą do głównego budynku sierocińca, by zjeść posiłek.
Gdy dyrektorka wita przybyłych gości, Szumacher zwraca się bezpośrednio do dzieci, twierdząc, że on i jego partner są tam, aby „uczyć się od nich”. Następnie prosi ich o zainscenizowanie numerów choreograficznych ku uciesze reszty młodocianych. Kiedy już wszyscy się oswajają z gośćmi, komicy ponownie zwracają się do nich, tym razem przedstawiając własny spektakl oparty na Kasrylewce Szolema Alejchema, historii miasta ogarniętego bezczynnością w obliczu zagłady.
Po swych wirtuozerskich występach komicy pytają dzieci, czy widziały jakieś prawdziwe pożary; ochotnicy zgodnie wykrzykują, że widziały, zwłaszcza gdy Niemcy spalili warszawskie getto. Próbując zrozumieć liczne opowieści dzieci, komicy proponują konkurs, w którym każde z dzieci odtwarza swoje przeżycia, ale dyrektorka ucina propozycję i odsyła dzieci do łóżek. W zbiorowej sypialni Szumacher śpiewa dzieciom przedwojenną piosenkę o gołębiach, która powoduje u dyrektorki przygnębienie wspomnieniem własnych dzieci zaginionych w czasie wojny; w tym czasie dwie kucharki emocjonalnie dyskutują o Zagładzie żydowskich dzieci. Pod koniec nocy obaj komicy gubią się w wielkim sierocińcu. Nasłuchują przez drzwi pokoi dziecięcych, jak dzieci opowiadają sobie nawzajem swoje historie o utracie bliskich i przetrwaniu. Każde dziecko dzieli się swoją traumą w serii retrospekcji. Nazajutrz dzieci przedrzeźniają na placu zabaw zachowania komików, ośmieszając wszelkie próby zrozumienia przez przybyszy traumy wojennej.

## Obsada
Źródło do obsady: Marek Haltof, Polish Film and the Holocaust
- Szymon Dżigan – w roli samego siebie
- Izrael Szumacher – w roli samego siebie
- Natan Majzler – nauczyciel
- Hadasa Kestin – nauczycielka
- Izrael Glanz
- Luba Majzler
- Niusia Gold
- Nadia Kareni
- Luba Stolarska

i inni

## Produkcja i rozpowszechnianie

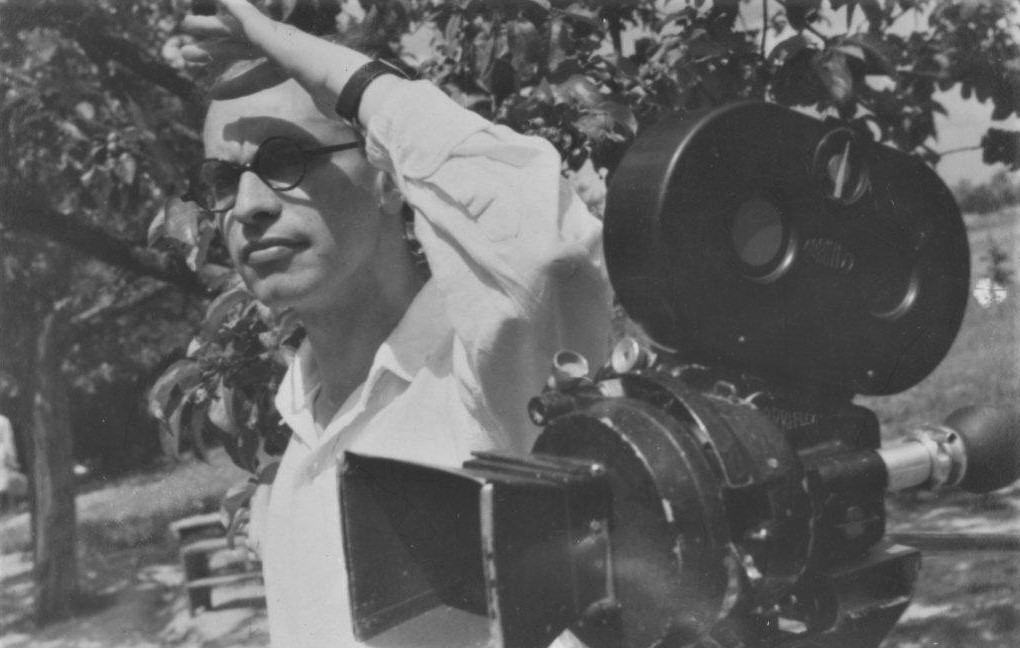
Natan Gross podczas kręcenia Naszych dzieci

Realizatorem Naszych dzieci był Natan Gross, ocalały z Zagłady Żydów na ziemiach polskich podczas II wojny światowej. Ukończywszy kurs przeszkolenia filmowego, pracował jako asystent reżysera Stanisława Wohla przy Dwóch godzinach, w latach 1946–1949 redagował też Żydowską Kronikę Filmową. Jednym z jego powojennych dzieł były Nasze dzieci. Produkcją Naszych dzieci zajął się Saul Goskind z reaktywowanej przedwojennej wytwórni Kinor, z udziałem dwóch sławnych aktorów żydowskich: Szymona Dżigana i Izreala Szumachera, którzy zagrali samych siebie. Gross wespół z pisarką Rachelą Auerbach opracował scenariusz uwzględniający emploi obu komików i nawiązujący do aktualnych wydarzeń.
Nasze dzieci były jednym z najstarszych filmów fabularnych powstałych w odpowiedzi na zbrodnie niemieckich nazistów podczas II wojny światowej. Wystąpili w nim dziecięcy aktorzy, którzy sami mieli osobiste doświadczenia związane z Zagładą i opowiadali swoje własne historie (choć dialogi zredagowali Natan Gross i Saul Goskind). Nasze dzieci jako film fabularny posługiwały się konwencją charakterystyczną dla dokumentalnych reportaży, aby widz miał wrażenie autentyczności przekazu. Muzykę do Naszych dzieci opracował Saul Berezowski, który skomponował utwór Zog nit kajn mol az du gajst dem lectn weg (Nie mów nigdy, że w ostatnią idziesz z dróg) do słów Binema Hellera. W Izraelu dokręcony został dziesięciominutowy prolog do filmu, Radość i wesele, jednak jego kopia była na tyle zniszczona, że Nasze dzieci wyświetlano bez prologu.

### Rozpowszechnianie
Nasze dzieci nie miały oficjalnej premiery w Polsce, gdyż cenzura komunistyczna nie dopuściła filmu do dystrybucji (nie ukazywał on Polaków w jednoznacznie dobrym świetle) i dlatego nie miał on tam zmontowanej ostatecznej wersji. W Polsce odbył się tylko jeden, prywatny seans. Gdy Gross w 1949 roku wyemigrował do Izraela, film miał tam premierę w zmienionej wersji, lecz wskutek niewielkiego powodzenia szybko został zdjęty z kin. Ceniono go natomiast we Francji, gdzie podczas paryskiej premiery historyk filmu Georges Sadoul napisał Naszym dzieciom pozytywną recenzję. Dopiero w 1979 roku oryginalny negatyw odnalazł dziennikarz Bernard Turner, co umożliwiło odnowienie dzieła Grossa. W 1991 roku dzięki staraniom National Center for Jewish Film Nasze dzieci zostały odrestaurowane i udostępnione szerszej publiczności.

## Odbiór i znaczenie
Gabriel Finder krytykował film za zawłaszczenie prawdziwych głosów dzieci na rzecz wyidealizowanego portretu żydowskiego dziecka jako bohatera, a równocześnie – za nieprzedstawienie traumy doświadczanej przez rzekomo silnych psychicznie żydowskich nieletnich. Lawrence Langner i Ira Konigsberg sceptycznie odnieśli się do filmowej strategii polegającej na terapeutycznym wykorzystaniu sztuki jako formy leczenia traumy po Szoah. Konigsberg uznała film za „niezwykły dokument ze względu na to, co ujawnia o ograniczeniach sztuki i problemach, z jakimi borykają się artyści próbujący przedstawić Holocaust”. Langner i Konigsberg stwierdzili jednak, że prezentowane w filmie podejście artystyczne nie stawia czoła okropnościom Holokaustu i jest w istocie strategią unikania. Oboje uczeni opisywali wykorzystanie sztuki w filmie jako naiwne i sentymentalne, jednak zauważyli, że film „nadal kwestionuje własne przesłanki, zachęcając nas do przeformułowania swoich wniosków, nawet jeśli wydaje się je potwierdzać”.
Dopiero po latach dzieło Grossa zostało odkryte na nowo jako film posttraumatyczny, będący „próbą rekonstrukcji, naprawy lub wskrzeszenia zniszczonych społeczności bezpośrednio po Holokauście”. Ute Wölfel zaznaczała, że Nasze dzieci ukazują traumę „nie jako zbiorową pustkę, lecz jako izolację i samotność. Zarówno dzieci, jak i matki rzeczywiście pamiętają, ale nie potrafią przekazać sobie nawzajem tych wspomnień”. Z niemożności zbiorowego przepracowania owej traumy zdają sobie ostatecznie sprawę komicy, przytłoczeni bólem dziecięcych doświadczeń; w konsekwencji, jak stwierdziła Wölfel, „wspólnota nie zostaje przywrócona w zbiorowej narracji”. John M. Efron uznał wręcz Nasze dzieci za „arcydzieło i pierwszy film, który kwestionuje przedstawianie Holokaustu, […] zajmuje się tematem opowiadania historii i złożonością, jeśli nie niemożliwością, przekazania jej okropności przez tych, którzy nie przeżyli Shoah”.
Współcześnie, film Nasze dzieci jest uznawany za ostatni pełnometrażowy fabularny film polski w języku jidysz.